# ラオス王室亡命政府

ラオス王室亡命政府
ລັດຖະບານລາຊະອານາຈັກລາວພັດຖິ່ນ

国の標語：不明
国歌：ເພງຊາດລາວ（ラーオ語）
ラオスの国歌

ラオス王室亡命政府が主張する領土

ラオス王室亡命政府（ラオスおうしつぼうめいせいふ、RLGE）は、2003年に設立されたかつて存在したラオス王国の亡命政府である。
現在、ラオス人民革命党が支配しているラオス人民民主共和国に対して反対の立場をとり、再びラオスに立憲君主制を復活させることを目指している。

## 歴史
ラオス王室亡命政府（RLGE）は、2003年5月6日に創立されたと自ら主張している。2003年6月16日、オレゴン州の州務長官の許可を得て、ラオス王室亡命政府はオレゴン州非営利法人法に基づき法人化された。2003年6月23日、RLGEはカリフォルニア州サンタアナで自由ベトナム臨時政府と協定を結び、ラオスとベトナムに対抗するという共通の目標のもと両政府が手を結ぶこととなった。2003年6月25日、RLGEはニューヨーク市の国連事務局と面会し、その後、2003年6月26日にワシントンD.C.のアメリカ合衆国国務省とも面会した。
2003年7月5日、RLGEは、テネシー州マーフリーズボロ市で改革大臣会議が開催され、その政策と国家的な議題の公式発表が行われたと報じている。第二次改革は、2004年3月23日にネバダ州ラスベガスで、1975年まで存在した形態でラオス国軍の復活と再生を公式に発表するために行われた。第三次改革は、2004年9月2日にカリフォルニア州サンディエゴ市で行われた。第四次改革は、2005年3月25日にカリフォルニア州サクラメント市で行われ、この会議ではRLGEのメンバーがカムプイ・シサワットディ（Khamphoui Sisavatdy）を引き続きラオス王室亡命政府の首相として任命することを投票で決定した。第五次改革は、2005年10月にカリフォルニア州フレズノ市で行われ、この会議ではRLGEがモン族をRLGEに受け入れることを決定した。第六次改革は、2010年9月25日にルイジアナ州ニューイベリア市で行われ、この会議ではRLGEのメンバーがカムプイ・シサワットディを引き続きラオス王室亡命政府の首相として任命し、ラオスの民主主義が回復するまでその任期を続けることを決定した。この会議でRLGEは、アメリカ合衆国議会の決議240、169、309、318、204号および2002年2月15日のヨーロッパ議会のラオスに関する決議に基づき、1954年と1962年のジュネーブ協定を遵守し、ラオスの現状を踏まえた上で、ラオス問題を平和的かつ政治的に解決することを宣言する公共声明PMO/060/2010号を発表した。また、ラオス国内外のラオスの人々に向けて、ラオス王室亡命政府が復活し、亡命政府の指導者のもとで一時的にラオスの事務を全て責任を持って取り扱うことを国際社会に向けて宣言した。